# لويس آشر
لويس آشر (بالألمانية: Louis Asher)‏ هو نحات ورسام ألماني، ولد في 28 يونيو 1804 في هامبورغ في ألمانيا، وتوفي بنفس المكان في 7 مارس 1878.